# 李超 (1918年)
李超（1918年或1926年3月—？），江苏邳县人，中华人民共和国外交官。1938年加入八路军，1944年加入中国共产党。中华人民共和国成立后进入中国人民大学外交班学习，结业后赴任湖北省外事处副处长，后又担任湖北省外事办公室副主任。进入外交部后先后在西亚北非司、礼宾司任职。后被派往伊拉克任参赞，又赴老挝驻丰沙里总领事。1973年担任驻牙买加大使，1976年离任后次年赴新独立的苏里南成为首任中国驻苏里南大使，1983年离任后随即上任驻墨西哥大使。